# Zoë Tapper
Zoe Tapper (Bromley, 26 ottobre 1981) è un'attrice britannica.

## Biografia
Studia recitazione alla Academy Drama School e alla Central School of Speech and Drama, diplomandosi nel 2003, e poco dopo ha i suoi primi ruoli da interprete. Sposata con l'attore Oliver Dimsdale dal 30 dicembre 2008, la coppia ha una figlia di nome Ava nata nel 2011.

## Filmografia parziale

### Cinema
- Stage Beauty, regia di Richard Eyre (2004)
- Mrs. Palfrey at the Claremont, regia di Dan Ireland (2005)
- These Foolish Things, regia di Julia Taylor-Stanley (2006)
- The Grind, regia di Rishi Opel (2012)
- Bella giornata per un matrimonio (Cheerful Weather for the Wedding), regia di Donald Rice (2012)
- Blood, regia di Nick Murphy (2012)
- Vores mand i Amerika, regia di Christina Rosendahl (2020)
- Big Boys Don't Cry, regia di Steve Crowhurst (2020)

### Televisione
- Hex – serie TV, 4 episodi (2004)
- Twenty Thousand Streets Under the Sky, regia di Simon Curtis – miniserie TV (2005)
- A Harlot's Progress, regia di Justin Hardy – film TV (2006)
- Miss Marple (Agatha Christie's Marple) – serie TV, episodio 3x03 (2007)
- The Curse of Steptoe, regia di Michael Samuels – film TV (2008)
- Affinity, regia di Tim Fywell – film TV (2008)
- Survivors – serie TV, 12 episodi (2008-2010)
- Demons, regia di Tom Harper e Matthew Evans – miniserie TV (2009)
- Disperatamente romantici (Desperate Romantics) – miniserie TV, 5 puntate (2009)
- Le inchieste dell'ispettore Zen (Zen) – serie TV, episodio 1x03 (2011)
- Mr Selfridge  – serie TV, 9 episodi (2013)
- The Musketeers – serie TV, episodio 1x08 (2014)
- Lewis – serie TV, episodi 9x05-9x06 (2014)
- Liar - L'amore bugiardo (Liar) – serie TV, 12 episodi (2017, 2020)
- Safe House – serie TV, 4 episodi (2017)
- Nightflyers – serie TV, 5 episodi (2018)
- Grantchester – serie TV, episodio 5x03 (2020)
- La coppia quasi perfetta (The One) – serie TV, 8 episodi (2021)
- Rules of the Game – serie TV, 4 episodi (2022)
- Le indagini di Roy Grace (Grace) – serie TV, 10 episodi (2022-2024)